# Asperges

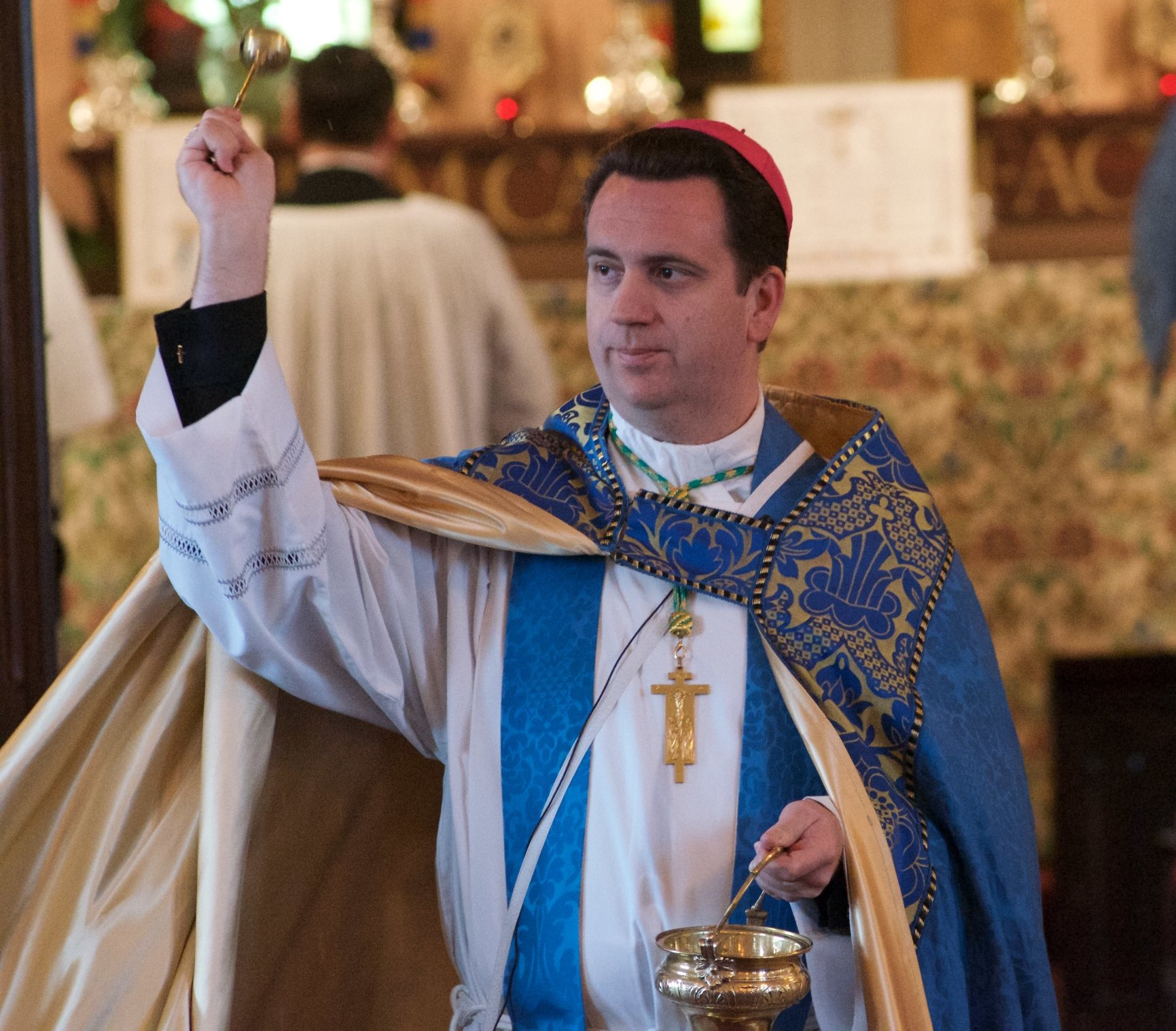
Mons. Lopez, O.P.C.S.P. v pluviálu během úkonu asperges

Asperges je název liturgického úkonu spočívajícího v pokropení prostoru a přítomných svěcenou vodou.

## Užití

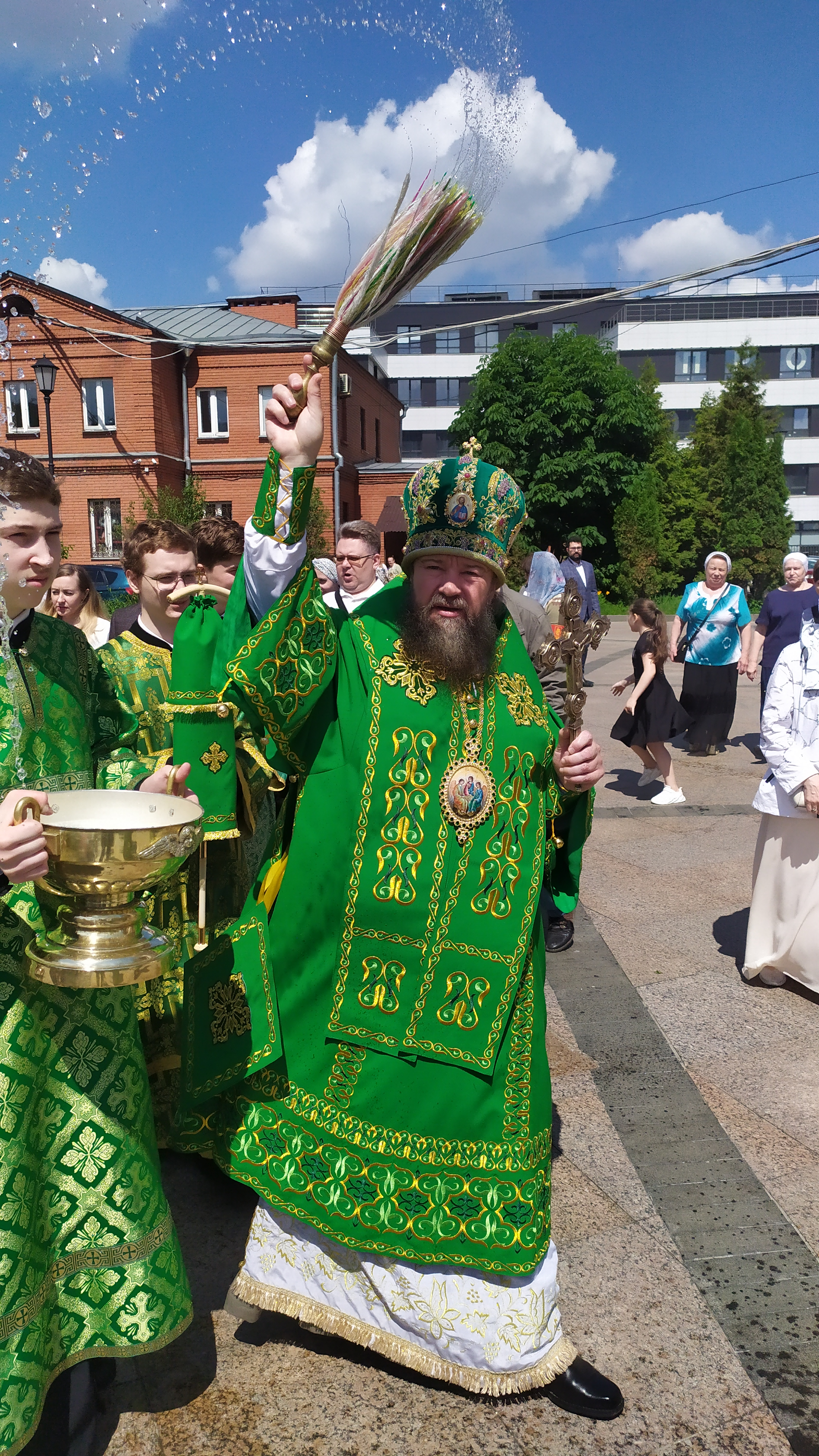
Pravoslavný biskup Nektarius (Frolov) při úkonu pokropení věřících svatou vodou

Tento úkon je užíván v katolické církvi (doprovázen zpěvem příslušné antifony), pravoslavných církvích a některých protestantských denominacích.